# 13212 Jayleno
A 13212 Jayleno (ideiglenes jelöléssel 1997 JL13) a Naprendszer kisbolygóövében található aszteroida. Eric Walter Elst fedezte fel 1997. május 3-án.